# Hornstedtia reticosa
Hornstedtia reticosa är en enhjärtbladig växtart som beskrevs av Theodoric Valeton. Hornstedtia reticosa ingår i släktet Hornstedtia och familjen Zingiberaceae.
Artens utbredningsområde är Sumatera. Inga underarter finns listade i Catalogue of Life.